# اوژوته (استان اشوی‌داشکسیه)
اوژوته (به لهستانی: Urzuty) یک منطقهٔ مسکونی در لهستان است که در گمینا اوپاتوویتس واقع شده‌است.